# Giuseppe Arese
Giuseppe Arese (fl. XIX-XX secolo) è stato un calciatore italiano.

## Carriera
Presente nella rosa della sezione calcistica della Ginnastica Torino sin dal 1º novembre 1897, quando con la prima squadra del suo club partecipò al torneo amichevole svoltosi al Velodromo Umberto I di Torino.
Nell'aprile 1899 disputò un torneo interno alla società.
Nella stagione del 1900, in cui è certa la sua presenza nella sconfitta esterna contro la Juventus per 2-0 del 18 marzo 1900, con la Ginnastica ottenne il terzo ed ultimo posto del girone eliminatorio piemontese.